# Microcodon linearis
Microcodon linearis är en klockväxtart som först beskrevs av Carl von Linné d.y., och fick sitt nu gällande namn av Heinrich Wilhelm Buek. Microcodon linearis ingår i släktet Microcodon och familjen klockväxter. Inga underarter finns listade i Catalogue of Life.